# Нагано (префектура)
Нага́но (яп. 長野県 Нагано-кэн) — префектура, расположенная в регионе Тюбу на острове Хонсю, Япония. Площадь префектуры составляет 13 562,23 км², население — 2 109 612 человек (1 августа 2014), плотность населения — 155,55 чел./км². Административный центр префектуры — город Нагано.

## Административно-территориальное деление
В префектуре Нагано расположено 19 городов и 14 уездов (23 посёлка и 35 сёл).

### Города
Список городов префектуры:
| - Адзумино; - Иида; - Иияма; - Ина; - Комагане; - Коморо; - Мацумото; | - Нагано; - Накано; - Окая; - Омати; - Саку; - Сиодзири; - Сува; | - Судзака; - Тикума; - Тино; - Томи; - Уэда. |

### Уезды
Посёлки и сёла по уездам:
| - Минамисаку; - Каваками; - Китааики; - Коуми; - Минамиаики; - Минамимаки; - Сакухо; - Китасаку; - Каруидзава; - Миёта; - Татесина; - Тииагата; - Аоки; - Нагава; - Сува; - Симосува; - Фудзими; - Хара; | - Камиина; - Иидзима; - Минамиминова; - Минова; - Мияда; - Накагава; - Тацуно; - Симоина; - Анан; - Ати; - Мацукава; - Неба; - Осика; - Симодзё; - Такаги; - Такамори; - Тенрю; - Тоёока; - Уруги; - Хирая; - Ясуока; | - Кисо; - Агемацу; - Кисо; - Кисо; - Нагисо; - Окува; - Отаки; - Хигаситикума; - Асахи; - Икусака; - Оми; - Тикухоку; - Ямагата; - Китаадзуми; - Икеда; - Мацукава; - Отари; - Хакуба; - Ханисина; - Сакаки; | - Камитакаи; - Обусе; - Такаяма; - Симотакаи; - Кидзимадаира; - Нодзаваонсен; - Яманоути; - Камиминоти; - Иидзуна; - Огава; - Синано; - Симоминоти; - Сакаэ. |

## Символика
Эмблема префектуры была объявлена 26 декабря 1966 года. Она представляет собой стилизованный символ катаканы «на» (яп. ナ). Флаг был утверждён 20 марта 1967 года.
В 1966 году выбрали цветок, птицу, дерево и животное префектуры. Цветком префектуры была избрана горечавка шероховатая, деревом — берёза плосколистная, птицей — тундряная куропатка, а животным — японский серау.

## Достопримечательности
Сига Когэн крупнейший горнолыжный курорт в мире, объединяющий 21 лыжный парк. Во время зимних олимпийских игр 1998 года здесь проходили соревнования по горным лыжам и сноуборду. В летнее время этот курорт известен своими фестивалями, маршрутами для хайкинга, маунтбайка и так далее.
Каждые 6 лет в префектуре Нагано проводят фестиваль Омбасира.
С 1969 года в городе Яманоути открыт для посетителей «обезьяний парк» Дзигокудани.